# Clifford R. Hope

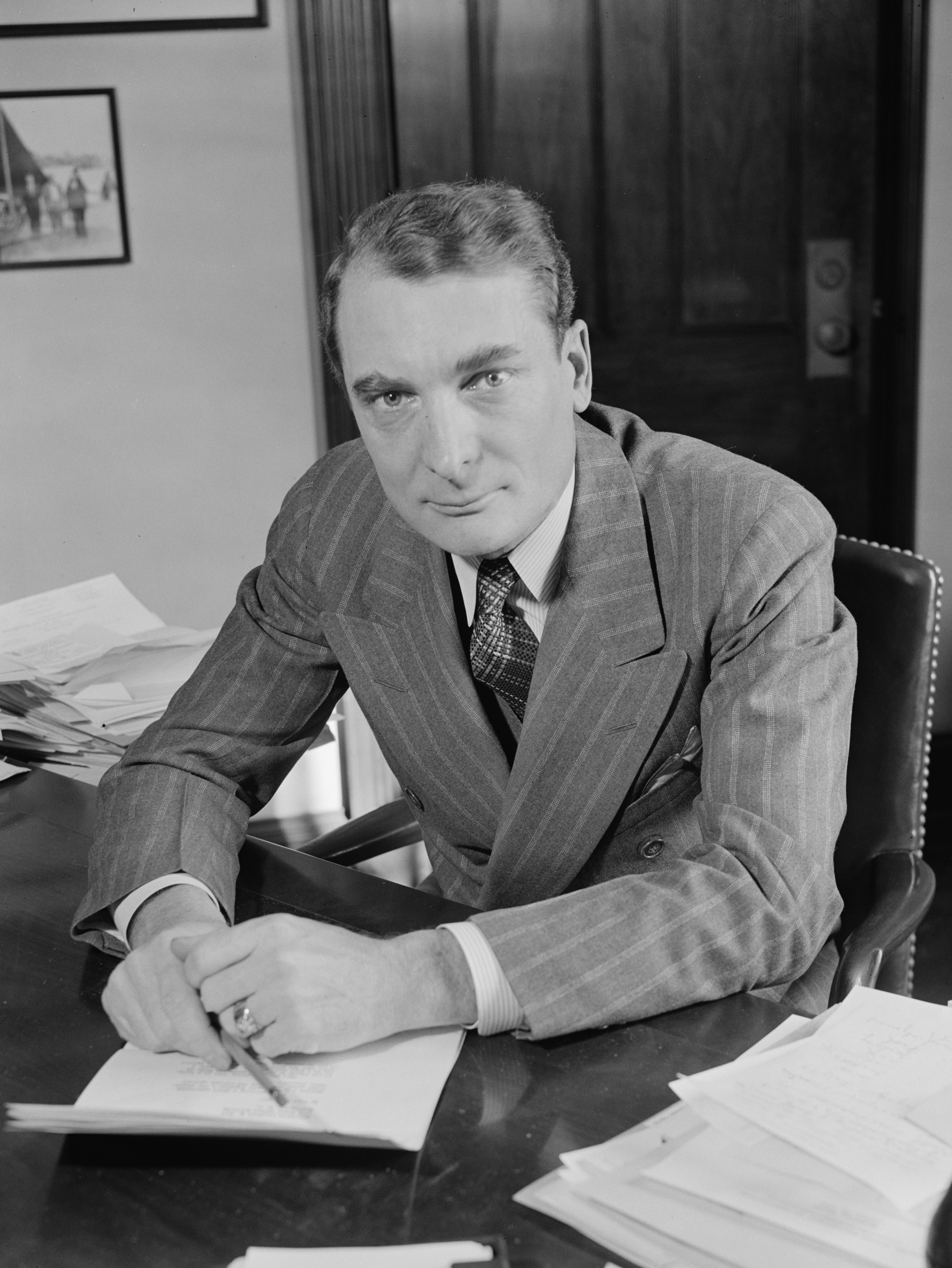
Clifford R. Hope (1940)

Clifford Ragsdale Hope (* 9. Juni 1893 in Birmingham, Iowa; † 16. Mai 1970 in Garden City, Kansas) war ein US-amerikanischer Politiker. Zwischen 1927 und 1957 vertrat er den Bundesstaat Kansas im US-Repräsentantenhaus.

## Werdegang
Clifford Hope besuchte die öffentlichen Schulen seiner Heimat und danach die Nebraska Wesleyan University in Lincoln. Nach einem Jurastudium an der Washburn Law School in Topeka (Kansas) wurde er im Jahr 1917 als Rechtsanwalt zugelassen. Während des Ersten Weltkrieges war er von 1917 bis 1919  als Leutnant der US-Armee in Frankreich eingesetzt. Nach seiner Rückkehr begann er ab 1919 in Garden City (Kansas) als Anwalt zu praktizieren.
Politisch war Hope Mitglied der Republikanischen Partei. Von 1921 bis 1927 war er Abgeordneter im Repräsentantenhaus von Kansas; seit 1925 war er dessen Präsident. 1926 wurde Hope im siebten Wahlbezirk von Kansas in das US-Repräsentantenhaus in Washington, D.C. gewählt, wo er am 4. März 1927 die Nachfolge von Jasper N. Tincher antrat. Nach einigen Wiederwahlen vertrat er seinen Distrikt bis zu dessen Auflösung am 3. Januar 1943 im Kongress. Danach kandidierte er für den fünften Wahlbezirk und löste nach seinem Wahlsieg den Demokraten John Mills Houston im Kongress ab. Da er bei den folgenden Wahlen jeweils bestätigt wurde, konnte Hope bis zum 3. Januar 1957 insgesamt 15 Legislaturperioden im Kongress absolvieren. In diese Zeit fielen die Weltwirtschaftskrise, der Zweite Weltkrieg, der Koreakrieg und der Beginn des Kalten Krieges. Hope war von 1947 bis 1949 und nochmals zwischen 1953 und 1955 Vorsitzender des Landwirtschaftsausschusses. Im Jahr 1956 verzichtete er auf eine weitere Kandidatur.
Nach seiner Zeit im Kongress war Clifford Hope zwischen 1959 und 1963 Präsident der Great Plains Wheat Inc. in Garden City. In dieser Stadt ist er im Jahr 1970 auch verstorben.